# 朱丕烈
朱丕烈（?—?），字振岩，號鏽叔，中國清朝官員，浙江海鹽人。
乾隆十三年（1748年）戊辰科進士，曾任工科漢掌印給事中。乾隆三十二年（1767年）出任巡視台灣監察御史。